# Transitavtalet

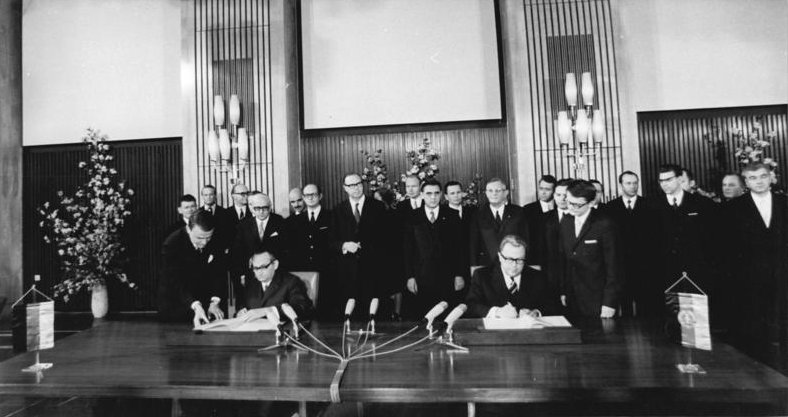
Transitavtalet undertecknas av Egon Bahr och Michael Kohl 1971.

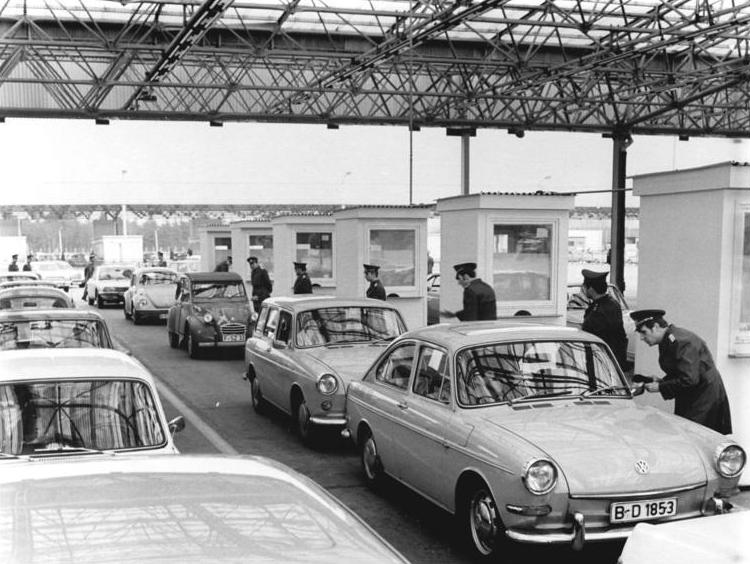
Checkpoint Drewitz-Dreilinden

Transitavtalet (tyska: das Transitabkommen) var ett avtal 1971 mellan Västtyskland och Östtyskland (DDR) gällande transittrafiken mellan Västtyskland och Västberlin, vilket låg som en enklav omgiven av DDR. Avtalet skrevs under av Egon Bahr för Västtyskland och Michael Kohl för DDR och gällde från 1972. Det underlättade förbindelserna och var det första avtalet på regeringsnivå mellan Öst- och Västtyskland och följdes senare av Grundfördraget.
Västberlins läge som en ö mitt i DDR försvårade transporterna mellan Västberlin och Västtyskland. Under Berlinblockaden 1948–1949 var alla transportvägar utom flyg avskurna. Även efter det var transporterna till och från Västberlin genom DDR problematiska. Transitavtalet var ett avtal där man kom överens om ett antal transitvägar för att underlätta kommunikationerna. Den viktigaste regeln för att underlätta resorna var att västtyskar kunde få visum vid gränsen utan att söka i förväg, om man bara skulle på genomresa.
Förutsättningen för Transitavtalet var Fyrmaktsavtalet mellan de allierade som beslutades 3 september 1971. Det reglerade bland annat Västtysklands fria tillgång till Västberlin och transitvägar genom Östtyskland. Närmare detaljer kring transitvägarna skulle sedan de tyska staterna diskutera vilket mynnade ut i Transitavtalet.
En Transitkommission bestående av representanter från respektive stats trafikministerium ansvarade för hanteringen av trafiken. Man förbättrade transittrafiken de kommande åren genom nya avtal. Bland annat byggdes en ny motorväg mellan Berlin och Hamburg genom ett avtal 1978 och 1980 beslöts byggande av en motorväg mellan Berlin och Herleshausen, utvidgning av Mittellandkanal och utbyggnad av järnvägsförbindelsen mellan Berlin och Helmstedt. Västtyskland övertog kostnader vilka fram till 1990 kom upp i 2,2 miljarder DM. 